# Basilica cattedrale di Santa Maria Assunta (Nardò)
La basilica cattedrale di Maria Santissima Assunta è la chiesa cattedrale di Nardò, in provincia di Lecce. Situata nel centro storico della città salentina, dal 1879 è monumento nazionale e nel 1980, durante l'episcopato di Antonio Rosario Mennonna, è stata elevata a basilica minore.

## Descrizione
La cattedrale sorge, probabilmente, sul luogo dove, un tempo, fu fondata l'antica chiesa di Sancta Maria de Neritorio, ad opera di alcuni monaci orientali che nel VII secolo sfuggirono alle persecuzioni iconoclaste. Il cenobio, dedicato alla Madonna Assunta, è presente sin dal 1088. Il corpo dell'edificio fu modificato nel corso dei secoli, a partire dal 1354 quando l'abate Azzolino De Nestore ricostruì la facciata, crollata a seguito di un sisma, e allungò la navata con due cappelle per parte, creando così le due navate laterali. Altri consolidamenti furono realizzati nella prima metà del XV secolo, probabilmente dopo il terremoto del 1456, fino alla ricostruzione della facciata nel 1725, sotto l'episcopato di Antonio Sanfelice, ad opera dell'architetto Ferdinando Sanfelice, fratello del vescovo, cui si devono anche molti lavori di ricostruzione degli interni nello stile dell'epoca (battistero 1728). L'aspetto attuale della fabbrica si deve, infine, ai lavori di ripristino e di restauro operati fra il 1892 e il 1899 riportando la chiesa al suo aspetto più classico. 
La chiesa, di impianto basilicale, è suddivisa in tre navate, con due ordini di archi a tutto sesto e a sesto acuto, sorretti da pilastri rettangolari fasciati da semicolonne: le colonne e le pareti sono affrescate con opere duecentesche, trecentesche e quattrocentesche, tra cui le icone di San Nicola (inizio XIV secolo), Sant'Agostino (fine XIV secolo), Cristo Pantocratore (fine del XII secolo), Madonna col Bambino (attribuibile al periodo angioino, primi anni del XIV secolo) e il trittico di San Nicola, Madonna col Bambino e la Maddalena (1390 circa), la Madonna della Sanità (1234, autore Bajlardo).

In fondo alla navata centrale si trova l'altare maggiore con il coro con stalli in legno di noce, fatto intarsiare nel 1590 da monsignor Fabio Fornari. Di notevole rilevanza è il Crocifisso ligneo del XII secolo, detto il Cristo Nero per la particolare colorazione scura del legno di cedro. Le altre pareti della navata e le vele della volta sull'altare furono affrescate tra il 1896 e il 1899 da Cesare Maccari e nello stesso periodo fu ricostruito l'altare maggiore sul modello dei cibori romanici. Al periodo barocco risalgono l'altare delle Anime del Purgatorio (Placido Buffelli di Alessano, 1688), l'altare di San Michele Arcangelo (1647, con pala attribuita a Francesco Solimena) e il Cappellone di San Gregorio Armeno (Buffelli, altare del 1680, pala di San Gregorio di Pietro Locatelli, fine del XVII secolo).
Il campanile, di pregevole fattura medievale fino al penultimo piano, è decorato sui cantonali da un motivo a zig-zag, caratteristico del periodo angioino e su tre lati da formelle scolpite, risalenti alla fine del Trecento.